# Москаленки (Сумський район)
Москале́нки — село в Україні, у Білопільській міській громаді Сумського району Сумської області. Населення становить 592 осіб. До 2020 орган місцевого самоврядування — Воронівська сільська рада.

## Географія
Село Москаленки розташоване на березі річки Куянівка, вище за течією примикає село Куянівка, нижче за течією примикає село Штанівка.
На річці кілька великих загат.
Село простягається уздовж річки на 7 км.
Через село пролягає автомобільний шлях Т 1906.

## Назва
На території України 5 населених пункти із назвою Москаленки.

## Історія
- Село постраждало внаслідок геноциду українського народу, проведеного урядом СРСР 1923—1933 та 1946–1947 роках.
- 12 червня 2020 року, відповідно до розпорядження Кабінету Міністрів України № 723-р «Про визначення адміністративних центрів та затвердження територій територіальних громад Сумської області», село увійшло до складу Білопільської міської громади[1].
- 19 липня 2020 року, в результаті адміністративно-територіальної реформи та ліквідації Білопільського району, село увійшло до складу новоутвореного Сумського району[2].

#### Російське вторгнення в Україну (з 2022)
- 17 серпня 2024 року оперативне командування «Північ» повідомило про обстріли Сумської області. Серед постраждалих населених пунктів село Москаленки – 2 вибухи, ймовірно КАБ[3].

## Економіка
- Молочно-товарна ферма.
- «Агріфас», ТОВ.
- «Москаленківське», ТОВ.
- Куянівський цукровий комбінат, ВАТ.

## Відомі люди
- Бражник Леонід Федорович — білоруський оперний співак, Народний артист Білоруської РСР.